# I’m Happy Just to Dance with You
I’m Happy Just to Dance with You (englisch für: Ich bin glücklich, nur mit dir zu tanzen) ist ein Lied der britischen Band The Beatles, das 1964 auf ihrem dritten Album A Hard Day’s Night veröffentlicht wurde. Komponiert wurde es von John Lennon und Paul McCartney und unter der Autorenangabe Lennon/McCartney veröffentlicht.

## Hintergrund
I’m Happy Just to Dance with You wurde von Lennon und McCartney für George Harrison geschrieben, damit dieser einen Titel im Film A Hard Day’s Night singt.
Im Film wird das Lied in einem Fernsehstudio während einer Probe gesungen. I’m Happy Just to Dance with You wurde nicht in das Liverepertoire der Gruppe im Jahr 1964 aufgenommen.

## Aufnahme
I’m Happy Just to Dance with You wurde am 1. März 1964 in den Londoner Abbey Road Studios (Studio 2) mit dem Produzenten George Martin aufgenommen. Norman Smith war der Toningenieur der Aufnahmen. Die Band nahm insgesamt vier Takes auf, wobei auch der vierte Take für die finale Version verwendet wurde.
Die Abmischung des Liedes erfolgte am 3. März 1964 in Mono und am 22. Juni 1964 in Stereo.
Neben I’m Happy Just to Dance with You wurden am 1. März 1964 noch die Lieder Long Tall Sally und I Call Your Name aufgenommen, alle drei Lieder wurden innerhalb von drei Stunden eingespielt.
Besetzung
- George Harrison: Leadgitarre, Gesang
- John Lennon: Rhythmusgitarre, Hintergrundgesang
- Paul McCartney: Bass, Hintergrundgesang
- Ringo Starr: Schlagzeug, afrikanische Trommel

## Veröffentlichungen
- In den USA wurde I’m Happy Just to Dance with You auf dem dortigen vierten Album A Hard Day’s Night am 26. Juni 1964 sowie am 20. Juli 1964 auf dem Album Something New veröffentlicht.
- Am 9. Juli 1964 erschien in Deutschland das vierte Beatles-Album A Hard Day’s Night, hier hatte es den Titel: Yeah! Yeah! Yeah! A Hard Day’s Night, auf dem I’m Happy Just to Dance with You enthalten ist. In Großbritannien wurde das Album am 10. Juli 1964 veröffentlicht, dort war es das dritte Beatles-Album.
- Am 20. Juli 1964 wurde in den USA die Single I’ll Cry Instead / I’m Happy Just to Dance With You veröffentlicht, wobei die B-Seite sich separat auf Platz 95 der US-amerikanischen Charts platzieren konnte.
- In Deutschland erschien im Oktober 1964 die EP The Beatles’ Voice, auf der sich I’m Happy Just to Dance with You befindet.
- Am 5. Februar 1965 wurde in Japan die Single I’m Happy Just to Dance with You / Tell Me Why veröffentlicht.[1]
- Für BBC Radio nahmen die Beatles unter Livebedingungen eine weitere Fassungen von I’m Happy Just to Dance with You am 17. Juli 1964 im BBC Paris Studio in London auf. Diese Version wurde bisher nur auf Bootlegs veröffentlicht.[2]

## Coverversionen
- Anne Murray – Somebody's Waiting [3]
- Randy Bachman and Burton Cummings – Jukebox [4]
- The Cyrkle – Neon [5]